# Francisco Balcázar Vergara
Francisco Antonio Balcázar Vergara (18 de agosto de 1891-19??) fue un abogado colombiano que desempeñó los cargos de prefecto de Bogotá, secretario de gobierno de Cundinamarca y fue nombrado cónsul de Colombia en Bilbao, España.